# Слёзкин, Лев Михайлович
Лев Михайлович Слёзкин (1855 — до 1928) — российский военный, генерал-лейтенант.

## Биография
Родился в дворянской семье будущего генерала М. Л. Слёзкина, приходится братом генералу А. М. Слёзкину и племянником генералу И. Л. Слёзкину, по вероисповеданию православный. В 1872 окончил Петровский Полтавский кадетский корпус, с 25 декабря того же года состоял на военной службе. Затем окончил Пажеский корпус по 1-му разряду. Выпущен в 1-ю конно-артиллерийскую бригаду. Участвовал в русско-турецкой войне с 1877 по 1878. Состоял адъютантом командующего войсками Виленского военного округа с 9 апреля 1881 до 29 сентября 1883. Потом до 6 октября 1894 в запасе, и с 6 октября 1884 до 29 апреля 1887 находился в отставке. Вернулся на службу как младший чиновник особых поручений при Виленском, Ковенском и Гродненском генерал-губернаторе до 10 декабря 1892, потом там же старший чиновник особых поручений до 13 ноября 1902, а затем старший штаб-офицер для особых поручений всё там же до 16 ноября 1906. С 9 декабря 1906 состоял в распоряжении шефа жандармов. На 10 июля 1916 пребывал в тех же чине и должности. В 1919 проживал в Чернигове, остался в РСФСР.
Жена — Вера Георгиевна Эрдели (12.11.1859-?)

### Чины
- подпоручик (старшинство 4 августа 1875);
- прапорщик гвардии (старшинство 17 сентября 1876);
- подпоручик гвардии (старшинство 27 марта 1877);
- поручик гвардии (старшинство 1 апреля 1879);
- ротмистр армии (старшинство 1 апреля 1879);
- подполковник (старшинство 26 февраля 1892);
- полковник (старшинство 6 декабря 1898);
- генерал-майор (производство в 1907, старшинство 22 апреля 1907, за отличие);
- генерал-лейтенант (производство и старшинство 6 декабря 1915).

### Награды
- орден Святой Анны 4-й степени с надписью «за храбрость» (1878);
- орден Святого Станислава 2-й степени (1892);
- орден Святой Анны 2-й степени (1895);
- орден Святого Владимира 3-й степени (1903);
- орден Святого Станислава 1-й степени (1910);
- орден Святой Анны 1-й степени (1913);
- орден Святого Владимира 2-й степени (высочайший приказ 6 декабря 1916);
- серебряная медаль «В память русско-турецкой войны 1877—1878»;
- серебряная медаль «В память священного коронования их императорских величеств»;
- серебряная медаль «В память царствования императора Александра III».